# Sainte-Marthe (Marseille)
Pour les articles homonymes, voir Sainte-Marthe.
Sainte-Marthe est un quartier de Marseille, situé dans le 14e arrondissement et faisant partie des quartiers nord.

## Origine et extension
Le quartier tient son nom du petit village de Sainte-Marthe, établi au pied des petites collines bordant au sud-ouest le massif de l'Étoile. Ce village est lui-même ainsi nommé parce qu'une tradition locale rapporte que la sainte aurait fait étape dans les parages sur le chemin de la Sainte-Baume, et aurait bu à une fontaine dont l'emplacement est préservé.
Ce village est traversé par la voie ferrée d'Aix à Marseille, construite en 1877. À l'origine, un passage à niveau situé contre la gare assurait la continuité entre les deux parties du village, mais sa suppression dans les années 1970 a accentué la coupure.
Le quartier actuel associe au village : au sud-ouest un camp militaire, au sud-est un ensemble d'immeubles HLM jouxtant le complexe urbain de la Busserine, au nord un large espace récemment encore assez sauvage où subsistent quelques exploitations agricoles mais de plus en plus urbanisé sous forme de lotissements et de villas, jusqu'au-delà du canal de Marseille qui délimite approximativement la zone urbaine.

## Communications
Le village de Sainte-Marthe se trouve à la jonction d'une radiale provenant du centre-ville (le « chemin de Sainte-Marthe ») et d'une route périphérique (D4 des Bouches-du-Rhône) reliant les quartiers nord et est (Saint-Louis - Saint-Joseph - le Merlan - la Rose - la Valentine).
La gare de Sainte-Marthe, située au cœur de l'ancien village, est desservie par les TER à destination de la gare Saint-Charles et d'Aix-en-Provence.
Trois lignes de bus urbains desservent le quartier :
- la ligne 31, reliant le centre-ville (Bourse, Belle-de-Mai) aux Aygalades,
- la ligne 27, reliant la station de métro de la Rose - Technopôle de Château-Gombert au lycée Saint-Exupéry.
- la ligne 28, reliant la station de métro Bougainville aux Aygalades.

## Lieux et monuments

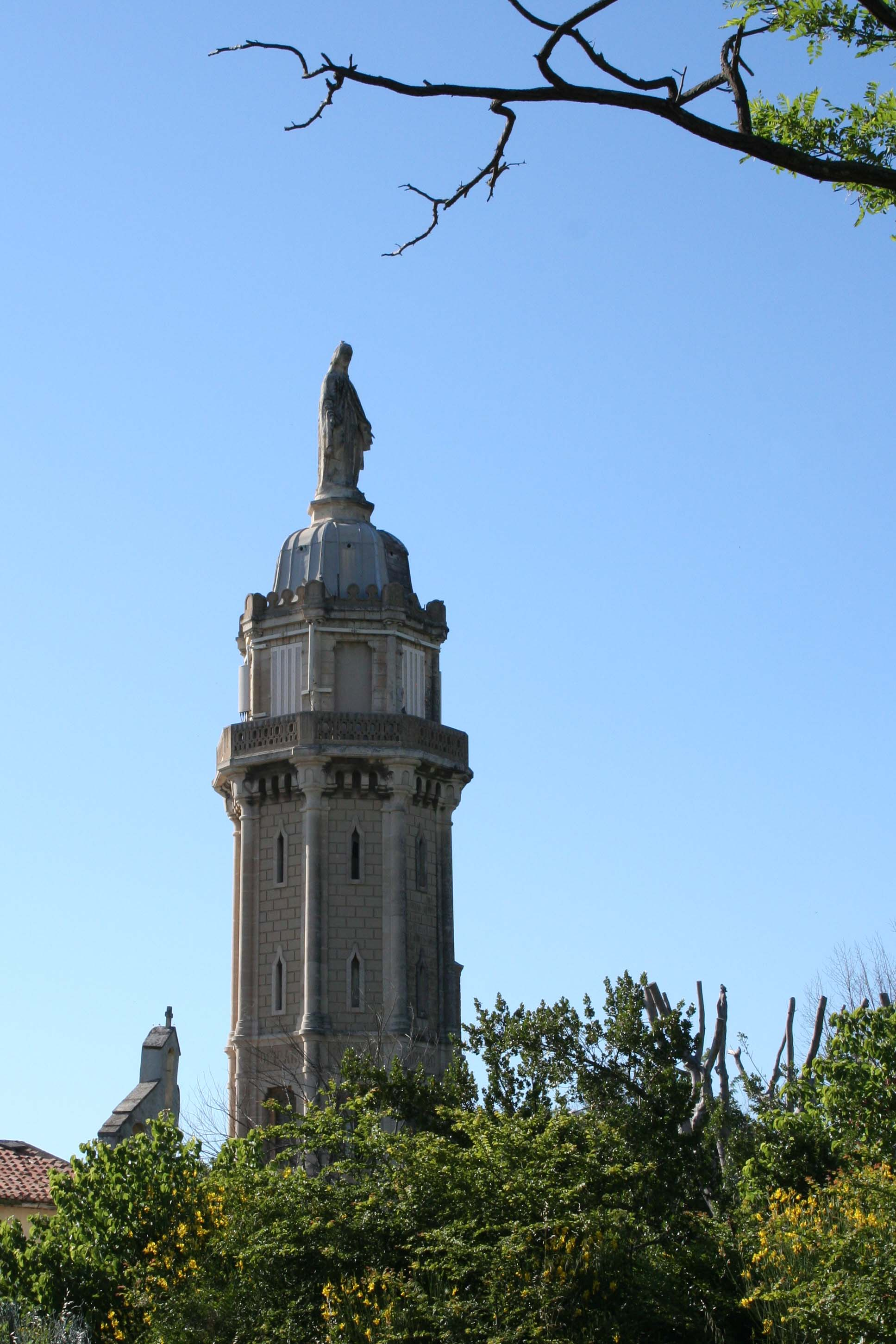
la tour de Tour-Sainte

- L'église de Sainte-Marthe se trouve sur une butte au nord du village. Un cimetière la jouxte. Le GR 2013 passe devant l'église.
- Le domaine de Tour-Sainte, inscrit au répertoire des monuments historiques[1], se trouve plus au nord ; la tour de l'Immaculée-Conception qui s'en détache se repère de loin.
- La « fontaine de sainte Marthe » se trouve plus à l'est sur le chemin justement nommé « de la fontaine ».
- Le quartier abrite trois collèges : le collège Pythéas (public), le collège Henri-Margalhan et l'école-collège-lycée de Tour-Sainte (privés).
- Le quartier accueille également la savonnerie du Sérail, l'une des dernières savonneries marseillaises encore en activité.
- La gare de Sainte-Marthe, gare en service qui a conservé son bâtiment d'origine édifié par la Compagnie du PLM en 1877.
- La bastide Montgolfier, inscrites à l'inventaire des monuments historiques et son parc, comprenant l'exploitation agricole de la Tour du Pin, toujours en activité[2].
- Le château Ricard, l'une des anciennes demeures de Paul Ricard.

## Personnalités liées au quartier
- Le quartier a vu naître l'entrepreneur Paul Ricard, inventeur du Pastis Ricard. Le siège national de la société se trouvait dans le quartier à proximité de la gare jusqu'en 2021, ainsi que son ancienne demeure, qui appartient toujours à la famille, le Château Ricard, sur le chemin des Bessons[3].